# Tomás Regalado
Tomás Herculano de Jesús Regalado Romero, conegut com a Tomás Regalado (Santa Ana, 7 de novembre de 1861 - El Jicaro, Jutiapa, 11 de juliol de 1906) va ser un militar, estadista i polític salvadorenc.
Va ser un dels conspiradors que el 29 d'abril de 1894 va participar en el derrocament del govern de Carlos Ezeta i Antonio Ezeta, dins del moviment anomenat de "Els 44". Va ocupar la presidència de la República, com a President Provisorio, en liderar el moviment que va enderrocar al president general Rafael Antonio Gutiérrez, des del 14 de novembre de 1898 al 28 de febrer de 1899, sent posteriorment electe per al període presidencial 1899-1903, després del qual va ocupar el càrrec de Major General de l'Exèrcit fins a la seva mort.
Fervent unionista centroamericano, que el seu ideal era una pàtria centroamericana sota el lideratge d'El Salvador, alcohòlic, caràcter temperamental, que per a molts és l'Últim cabdill de Cuscatlán, puix que va robar sense escrúpols terres comunals. Una de les moltes causes de la guerra civil posterior.

## Regalado en la Presidència

### La Rebel·lió de 1898

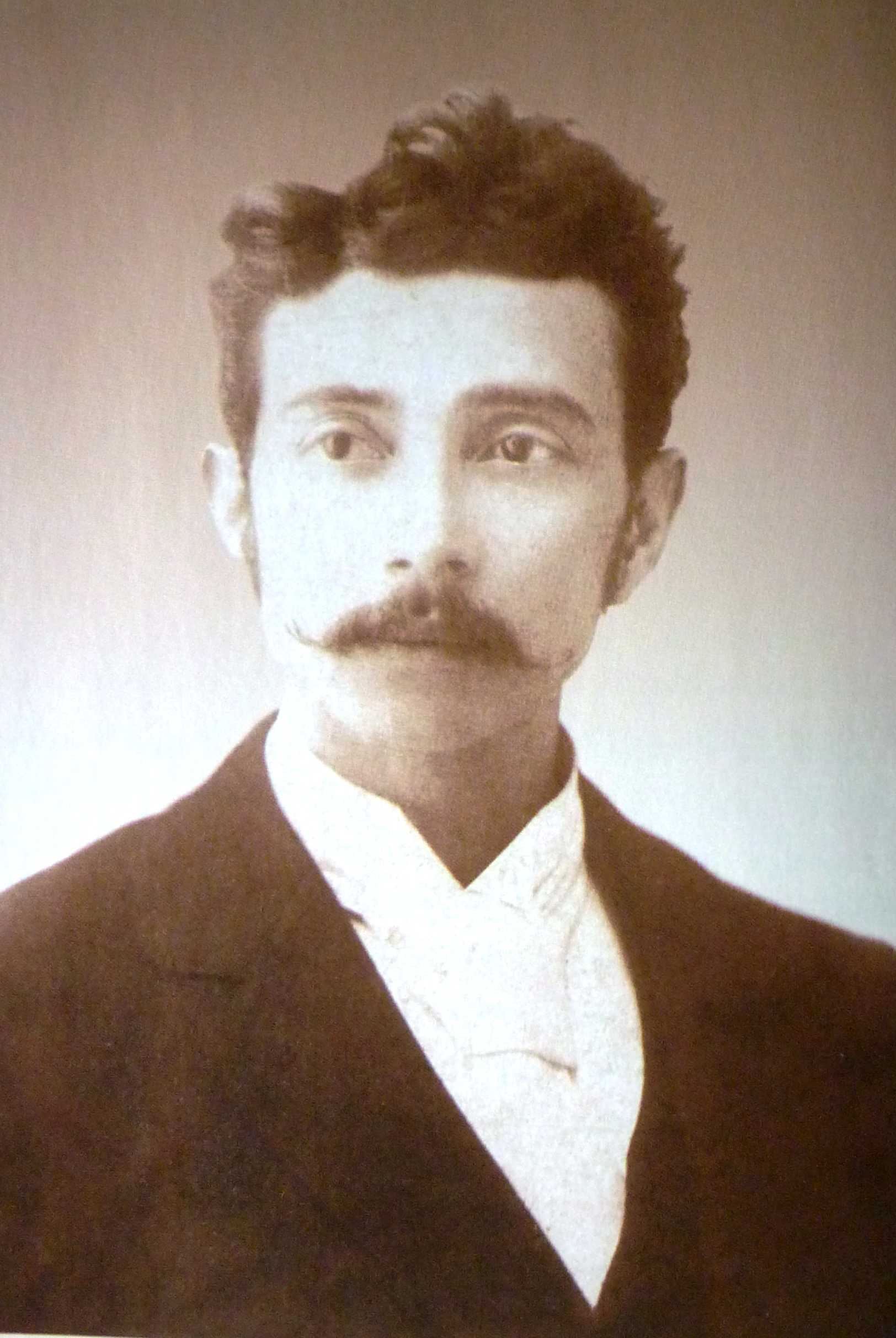
Fotografia del general Regalado, quan va assumir la presidència del país.

El 5 d'octubre de 1898 el general Regalado presenta la seva renúncia al càrrec de Cap de la Primera Brigada d'Artilleria, fet pel qual el regaladismo cobra força, i amb això la seva candidatura per la qual seria la Governació de l'Estat d'El Salvador, dins dels Estats Units de Centreamèrica.
Una vegada proclamada la federació l'1 de novembre de 1898, la qual es va verificar amb la major pompa possible, i que es va tancar amb un concert de la banda dels Suprems Poders en l'avui placeta Morazán, al centre de San Salvador; el general Regalado va sofrir un atemptat per part dels partidaris del general Horaci Villavicencio, candidat a Governador d'El Salvador, a la plaça d'Armes, avui Plaça Lliberteu, sortint d'aquest concert; aquest pla per assassinar Regalado va fallar, i el general Gutiérrez no es va interessar per aclarir l'assumpte i molt menys per castigar els culpables.
Regalado, qui sempre va tenir al cap arribar un dia a dirigir les destinacions d'El Salvador, i pretenia aconseguir-ho per la vida legal, mitjançant vots que estava segur que li donarien la majoria dels salvadorencs, i és que la seva popularitat es va fer eterna durant la revolució dels quaranta-quatre, mai va tenir al cap l'alçament en contra del seu vell amic, però amb aquest atemptat, la qüestió de la successió presidencial, ara governació, i la qüestió referent a l'exèrcit federal, a poc a poc ho van distanciar del general Gutiérrez. Regalado escriu a aquest efecte una carta a l'ara governador Gutiérrez amb data 11 de novembre, en la qual li exposa aquestes inquietuds.
La rebel·lió va ser gestada pels coronels Francisco Gómez i Jacinto Castro, els quals van contactar al general Regalado, per mitjà del doctor Fidel Antonio Novoa Meléndez; Regalado, al costat del seu cunyat el doctor Reyes, van arribar a San Salvador el 13 de novembre, allotjant-se a l'Hotel Nou Món, aquest mateix dia Gutiérrez contesta la missiva del general Regalado, la qual se suposa no va llegir sinó després de la rebel·lió.
L'entrevista entre els coronels Gómez i Castro amb el general Regalado, es va dur a terme en el Cafè Nacional; estant a prop, el coronel Gómez convido al general perquè ho acompanyés a la Caserna Cremada, i resulta que estant en aquesta caserna arriba sorpresivamente el governador Gutiérrez; la trobada entre tots dos líders va ser aspre, tibant i violent, posterior a aquesta trobada Regalada es va dirigir a l'Hotel Nou Món, on ho esperava el coronel Antonio Ayala, qui li informo que els locals del partit regaladista estaven plens dels seus partidaris esperant que alguna cosa succeís per recolzar-ho immediatament. Passada la mitjanit del dia catorze, li va dir al coronel Ayala: si veu que va entrar en la caserna, avisi als amics, a la seva entrada en aquesta Caserna va ser rebut entre consignes de Visqui el general Regalado!, donant inici així a la rebel·lió que donaria fi a l'administració del general Gutiérrez, assumint la presidència en forma provisional aquest dia en hores del matí.

### Consolidació en la Presidència
Una vegada consumat el cop regalat nomena com a ministre general al doctor Eugenio Araujo, i un dels seus primer actes al govern va ser separar a El Salvador de la federació, són sense preveure primer una reacció de part d'Hondures i Nicaragua.
Una vegada conjurat aquest perill, i neutralitzada una possible rebel·lió del general Villavicencio, va començar a normalitzar-se l'administració pública, assegurant la governabilitat de país i enfrontar així la crisi econòmica que afectava a El Salvador; Regalado va ser confirmat en el poder a través de les eleccions de l'any 1899 mitjançant una eixordadora victòria, assumint com a President Constitucional l'1 de març de 1898.
Una dels seus principals encerts va ser superar la crisi econòmica en què es trobava el país, acrescuda per la fallida del Banc Industrial; en matèria fiscal aplico fidelment els principis liberals, fomento la creació de juntes de foment a fi de millorar l'agricultura i indústria nacionals, convoco als creditors de l'estat a fi que reduïssin al cinquanta per cent les amortitzacions per permetre l'equilibri de les finances; allibero els drets sobre exportació del cafè, amb la finalitat d'incentivar la seva producció i qualitat; i, va promoure la reunió entre els presidents centroamericanos, a fi d'analitzar el perquè de les alces i baixes del cafè, un antecedent als congressos dels productors de cafè.
Malgrat la ruptura de la Federació busco noves formes per integrar Centreamèrica sota el lideratge d'El Salvador; va dedicar especials esforços a la política exterior, nomenant com a representant d'El Salvador davant els governs de França, Estats Units i Mèxic a l'ex president doctor Rafael Zaldívar.
En matèria de llibertat de premsa, i malgrat ser un règim autoritari, va ser molt àmplia però amb les limitacions pròpies del seu temps; don José Figeac assenyala sobre aquest tema que el general Regalat no va ser enemic de la llibertat d'impremta, ja que durant la seva administració van circular moltes publicacions que atacaven tant al govern i com als seus funcionaris.

### Principals assoliments del general Regalado
Els principals assoliments durant l'administració del general Regalado, es poden resumir en els següents:
- Crea la Junta Central d'Agricultura, perquè es dicasen[Cal aclariment]
 sobre el millorament de l'agricultura nacional.[1]
- Crea el Consell Superior de Salut Pública, sota la direcció del doctor Tomás G. Colom.[1]
- Emet un reglament per al funcionament d'hospitals públics, a fi que els recursos assignats s'utilitzessin fidelment.[1]
- Finalitza i inaugurant l'Hospital Rosers, donat pel ciutadà i expresident José Rosers, el 13 de juny de 1902.[1]
- Promou per a la creació d'una escola d'agronomia i un laboratori de química agrícola.[1]
- Gestiona la compra d'un bell solar situat al sud del Parc Lliberteu on es troba avui el Teatre de Santa Ana.[1]
- Modernitza l'escola militar, va formar el batalló especial de cavalleria i la policia muntada rural.[1]
- Promou la legislació sobre la regulació dels bancs d'emissió, la creació del crèdit hipotecari a través d'un Banc Nacional.[1]
- Va realitzar una contracta per a un moll de ferro en el port d'Acajutla.[1]
- Aprova la creació de l'Institut Nacional d'Occident i l'Institut Nacional d'Orient, recolza la creació de les escoles d'agronomia, de farmàcia i de cirurgia dental.[1]

Un dels seus majors assoliments, per fi de la seva presidència, va anar que el país pagava puntualment el seu deute, a més del reconeixement internacional que els fons públics eren manejats amb austeritat i honestedat.